# Frederik Lim A Po

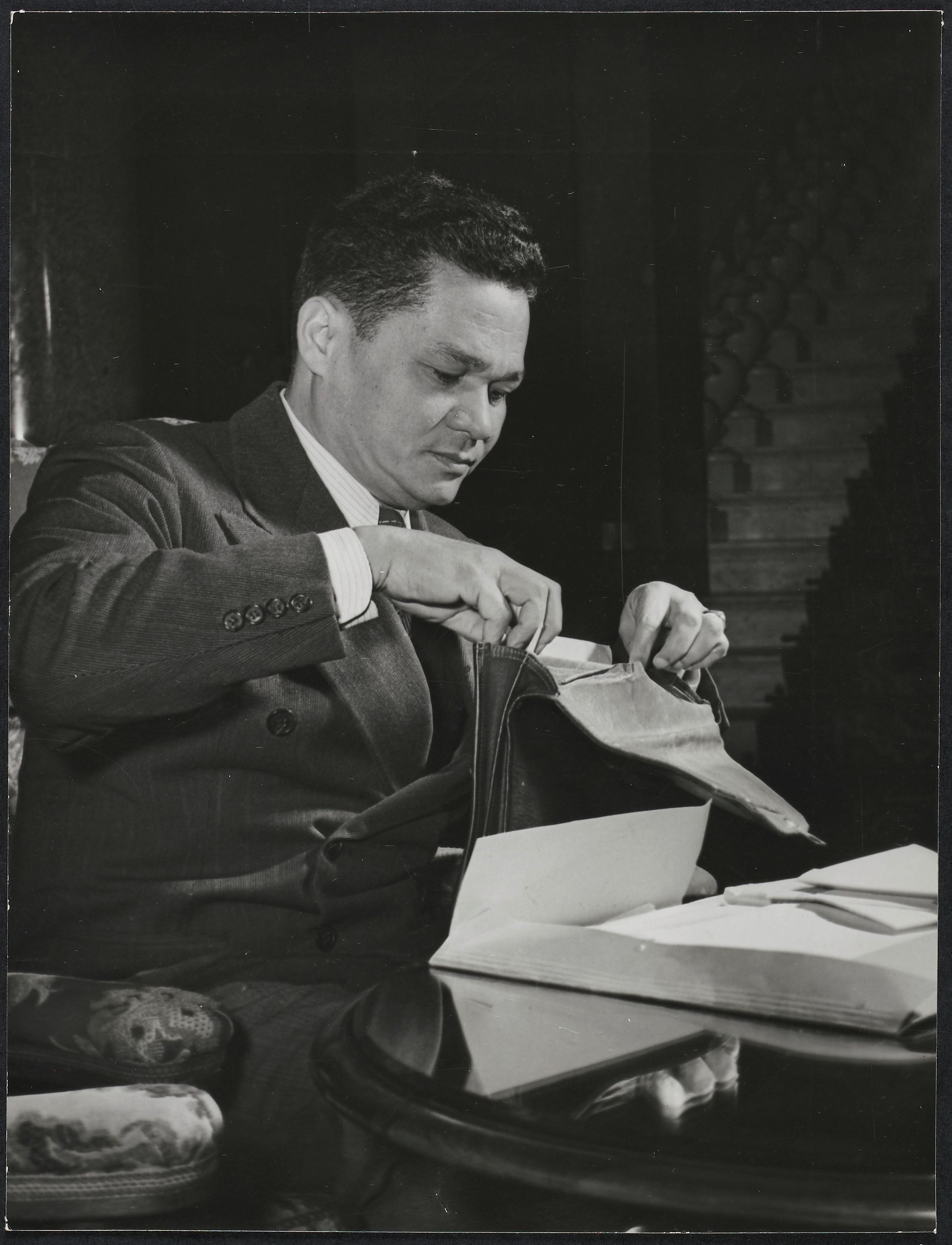
F.H.R. Lim A Po (1948)

Frederik Hendrik Roëll Lim A Po (9 maart 1900 - Paramaribo, 9 april 1957) was een Surinaams praktizijn en politicus.
Lim A Po werd geboren aan de Beneden-Saramacca. Hij was lid van de Staten van Suriname van 5 april 1938 tot 1 april 1947 en van 2 april 1951 tot 15 mei 1953. Bovendien was hij voorzitter van de Staten van 1945 tot 1947 en van 1951 tot 1953.
Begin 1948 nam hij deel aan de Eerste Ronde Tafel Conferentie. Hij heeft een grote bijdrage geleverd aan het dekolonisatieproces, vooral aan de totstandkoming van de interim-regeling van 1950.
Van 8 januari 1950 tot 3 juni 1951 was hij de tweede voorzitter van de Nationale Partij Suriname.
Lim A Po is de vader van Freddy Lim A Po, Roel Lim A Po, Walter Lim A Po, Hilde Lim A Po, Henk Lim A Po en Hans Lim A Po. Deze laatste richtte op 9 maart 2000 het Institute for Social Studies op en noemde dit naar zijn vader.